# University of Denver
University of Denver är ett amerikanskt privat universitet som ligger i Denver, Colorado och hade totalt 11 809 studenter (5 643 undergraduate students och 6 166 postgraduate students) för hösten 2014.
1864 fick Coloradoterritoriets guvernör John Evans uppdrag av den dåvarande presidenten Abraham Lincoln att utbilda befolkningen i den nyligen grundade Denver, som då var ett gruvsamhälle. Utbildningsinstitutionen fick namnet Colorado Seminary och finansierades av lokala affärsmän och den metodistiska kyrkan. Den var dock bara verksam i några år innan den stängdes på grund av svag och osäker ekonomi i Denver men lärosätet öppnades återigen 1880 och fick då sitt nuvarande namn.
Universitet tävlar med 21 universitetslag i olika idrotter via deras idrottsförening Denver Pioneers.

## Almuner

### University of Denver
| Aktivister - Mary Cheney - Fred Karger Dramatiker - Neil Simon Fotografer - Duane Michals Författare - Henry Bellamann - Ezekiel Mphahlele Företagsledare - Ruth Handler - Richard Hilton - Peter Wallenberg Idrottare - Bruce Affleck - Glenn Anderson - Ed Beers - Beau Bennett - Jerome Biffle - Henrik Borgström - Tyler Bozak - Bobby Brink - Zeev Buium | - Chris Butler - Matthew Carle - Magnus Chrona - Joe Colborne - Paul Comrie - Kevin Dineen - Matt Donovan - Dylan Gambrell - Cole Guttman - Danton Heinen - Blake Hillman - Marshall Johnston - Keith Magnuson - Scott Mayfield - Carter Mazur - Peter McNab - Dakota Mermis - Ian Mitchell - Trevor Moore - Logan O'Connor - Royce O'Neale - Craig Patrick - Rhett Rakhshani - Drew Shore - Nick Shore - Paul Stastny - Troy Terry | - Brock Trotter - Sinuhe Wallinheimo - Patrick Wiercioch - Jason Zucker Komiker - Sinbad Kroppsbyggare - Phil Heath Musiker - Morton Subotnick - Chris Broderick Politiker/offentlig förvaltning - Byron Dorgan - Mike Enzi - Paul Laxalt - John Arthur Love - Condoleezza Rice - Ed Schafer - John Patrick Williams Programledare (radio) - Alan Berg Psykologer - Margaret Singer |

### Graduate School of International Studies/Josef Korbel School of International Studies
| Idrottare - Michelle Kwan Militärer - George W. Casey Jr. | Politiker/offentlig förvaltning - Masumahs al-Mubarak - Condoleezza Rice |

### Sturm College of Law
| Politiker/offentlig förvaltning - Charles F. Brannan - Pete Domenici | - Jim Nicholson - Mo Udall |